# Anthreptes neglectus
El suimanga de las Uluguru (Anthreptes neglectus) es una especie de ave paseriforme de la familia Nectariniidae propia del este de África.

## Distribución y hábitat
Se encuentra en los bosques del este de Kenia, el este de Tanzania (incluidas las montañas Uluguru a las que debe su nombre común) y el noreste de Mozambique. 